# غاريقون أصفر
غاريقون أصفر (الاسم العلمي: Agaricus luteus) هو نوع من الفطريات يتبع جنس الغاريقون من الفصيلة الغاريقونية.